# Церковь Успения Пресвятой Богородицы (Успенское, Одинцовский район)
Храм Успения Пресвятой Богородицы — приходской православный храм в селе Успенском Одинцовского городского округа Московской области. Принадлежит к Одинцовскому благочинию Одинцовской епархии Русской православной церкви. Построен на средства Петра Апраксина в 1726—1729 годах. В трапезной был Михаило-Архангельский придел. Закрыт в 1930 году, открыт в 1992-м, отремонтирован.

## История
В начале XVII века в селе Успенском, которое тогда называлось Вяземским или Ирининским, находился деревянный Воздвиженский храм. Старший брат царицы Марфы Матвеевны, российский государственный деятель Пётр Апраксин взял церковную землю в оброк и в 1691 году построил деревянную церковь в честь Воздвижения Животворящего Креста Господня. В 1726 году Апраксин подал прошение о строительстве каменной церкви. Прошение было удовлетворено, прежнюю деревянную церковь перевезли в село Федосьино близ Переделкина. После Петра Апраксина селом владел его сын Алексей, а затем сын Алексея Петровича Фёдор, который в умер в 1798 году. В это время храм был уже освящён в честь Успения Пресвятой Богородицы.
По одной версии, храм в Успенском — это перестроенный и переосвящённый Воздвиженский храм. По другой — построен заново около 1760 года.
В 1930-е годы храм закрыли и осквернили, внутреннее убранство разорили.
В 1992 году храм передали общине верующих. Началась реставрация.
В 1994 году заказали первый дубовый иконостас в византийском стиле, который изготовил московский иконописец. Он простоял до 2000 года, потом его постепенно заменили на басменный, поменяли несколько икон. В 1999 году начали расписывать храм. В центральной части произведена роспись по сырой штукатурке в стиле XVII века под руководством искусствоведа Н. Овчинникова. В нишах снаружи установлены мозаичные иконы. Трапезную и притвор расписал художник Владимир Забейда. Он же сделал наружные двери в сложной технике горячей эмали по меди с позолотой.
В 2004 году начали благоукрашать храм снаружи мозаичными иконами и символами христианства из смальты. В этом же году храм посетил патриарх Александрийский Петр VII.
С 2006 по 2009 год на месте старого церковного дома построен новый, где предусмотрены классы для воскресной школы.
В 2008 году на территории храма сооружена часовня. 3 мая 2012 года установили надвратную икону из смальты «Умягчение злых сердец».
В 2011 году возле часовни установили звонницу с полным набором колоколов; на колокольню храма был пожертвован и установлен в 2012 году, перед Пасхой, большой колокол — 2700 кг.
Церковь является памятником архитектуры в стиле петровского барокко. К четверику церкви с востока примыкает полукруглая алтарная апсида.
В храме много особо почитаемых святынь. Здесь есть список Иверской иконы Божией Матери в древней позолоченной ризе. В 1999 году храм принял частицу мощей Антония Великого.
Работает воскресная школа для детей и взрослых, библиотека, социальный проект «Синичка», в котором многодетные семьи и нуждающиеся могут получить помощь.
Настоятель храма — протоиерей Илия Настевич.